# Alžběta Frejková
Alžběta (Eliška) Frejková, rodným jménem Elisabeth (Elsbeth) Warnholtz, provdaná Elisabeth Henkeová, podruhé Frejková, přijaté počeštěné jméno Alžběta/Eliška (3. října 1907, Hamburk – 3. srpna 1990, Praha), byla divadelní a filmová herečka německého původu.

## Životopis

### Předválečné období
Pocházela z bohaté obchodnické rodiny v Hamburku. Navštěvovala tamní soukromou dívčí školu a začátkem roku 1924 přešla na gymnázium v Essenu, kde roku 1927 odmaturovala. Po maturitě přes výhrady širší rodiny odešla studovat soukromě herectví u Ilky Grüningové v Berlíně. Na závěr ročního studia 1929 získala Reinhardtovu cenu (Max-Reinhardt-Preis) pro nejlepšího absolventa hereckých škol v Německu. Hned po absolutoriu nastoupila na doporučení své učitelky, aby „unikla pozlátku velkoměsta a vyhrála se na periferii“, do angažmá v pražském německojazyčném divadle Neues Deutsches Theater. Zde působila až do ukončení jeho činnosti v roce 1938. Roku 1934 se provdala za českého Němce, aby získala československé občanství. Vyhraněně levicové názory ji přivedly k odborářským aktivitám, např. společně s Waltrem Taubem zorganizovala v divadle úspěšnou stávku za spravedlivější pracovní smlouvy. Roku 1935 vstoupila do KSČ a v činoherním souboru divadla spoluzaložila její buňku. Angažovala se i na poli česko-německé kulturní spolupráce v rámci Československa, byla členkou a tajemnicí Klubu českých a německých divadelníků (Klub der tschechischen und deutschen Bühnenangehörigen). V roce 1936 se organizačně podílela na vzniku dvojjazyčné inscenace hry Čech a Němec Jana Nepomuka Štěpánka, provedené celkem čtyřikrát ve Stavovském divadle a v Neues Deutsches Theater. Aktivně ze zúčastnila práce několika německých protinacistických spolků na území Československa, zejména nejvýznamnějšího z nich, klubu Die Tat. Pomáhala při získávání finančních prostředků pro německé uprchlíky před nacismem.

### Exil
V březnu 1939 emigrovala před nacistickou okupací do Velké Británie. Zde se ihned zapojila do protinacistického odboje v rámci aktivit skupiny Die schaffende Emigration nebo v uměleckém uskupení Freier Deutscher Kulturbund, v jehož rámci působila jako konferenciérka, režisérka i herečka např. v pořadech kabaretní scény 24 Schwarze Schafe, roku 1940 přejmenované na Die Kleine Bühne. Podílela se i na činnostech československého exilu, např. v rámci Klubu česko-britského přátelství. Spolupracovala s německojazyčným vysíláním BBC. V Anglii se seznámila s Ludvigem Freundem, publicistou a ekonomickým expertem KSČ v exilu, a začala s ním žít. Podle některých zdrojů se s Freundem znali již před válkou a v exilu se znovu sešli. Roku 1945 se jim v Londýně narodila dcera Hana.

### Poválečné období
Po skončení války se vrátili do Prahy, Freund si počeštil jméno na Ludvík Frejka a roku 1946 uzavřeli manželství. Frejka zastával vysoké funkce v KSČ i ve státních orgánech. Alžběta Frejková se pokoušela uplatnit v českém divadle jako herečka a asistentka režie, dostala i filmovou roli ve filmu Nerozumím režiséra Vladimíra Čecha (hrála pod pseudonymem Eliška Novotná). V listopadu 1952 byl Frejka odsouzen v rámci procesu s „vedením protistátního spikleneckého centra v čele s Rudolfem Slánským“ k trestu smrti a 3. prosince 1952 byl popraven. Alžběta Frejková byla následně vyloučena z KSČ, zbavena možnosti pracovat ve svém oboru a i s dcerou vykázána do Janova nad Nisou. Pracovala jako dělnice v tamním závodě liberecké Textilany, po roce 1956 směla příležitostně režírovat v jabloneckém ochotnickém souboru Tyl (Jegor Bulyčov Maxima Gorkého, Člověk hledá radost Viktora Rozova, Filosofská historie podle novely Aloise Jiráska, v níž zahrála svou první divadelní roli její dcera Hana Frejková). Kolem roku 1960 se s dcerou mohla přestěhovat do Jablonce. Po Frejkově rehabilitaci roku 1963 jí bylo vráceno členství v KSČ, mohla se z „vyhnanství“ vrátit do Prahy, směla dálkově vystudovat režii na DAMU a do jisté míry se vrátila ke svému oboru. Pracovala jako dramaturgyně Městských divadel pražských, později na ministerstvu kultury při organizaci divadelních festivalů. Na přelomu 60. a 70. let 20. století se objevila i v menších rolích v několika filmech. Po okupaci Československa roku 1968 vystoupila z KSČ. Jejím posledním významným dílem byla Dokumentace německých divadel v Praze 1918–1938, zpracovaná pro Divadelní ústav. Závěr života strávila v Praze.

## Dílo

### Teatrologická práce
FREJKOVÁ, Eliška. Dokumentace německých divadel v Praze 1918–1938. Praha: strojopis, 1972. Knihovna Divadelního ústavu, signatura MB 2819.

### Divadelní role v Neues Deutsches Theater Praha (výběr)
- Die heilige Flamme (The Sacred Flame), William Somerset Maugham, role: Sestra Waylandová, premiéra: 14. 12. 1929;[8]
- Der Biberpelz, Gerhart Hauptmann, role: Leontine Wolff, premiéra: 12. 11. 1930;[9]
- Der Doppelgänger (Двойник), Arkadij Timofejevič Averčenko, překlad: Maurice Hirschmann, role: Valja, premiéra: 27. 6. 1931 (v rámci Večera ruských komedií);[10]
- Der Graue, Friedrich Forster, role: Selma Schwan, premiéra: 9. 9. 1931;[11]
- Der Kaufmann von Venedig (The Merchant of Venice), William Shakespeare, role: Jessica, premiéra: 2. 9. 1932;[12]
- Komödie der Irrungen (The Comedy of Errors), William Shakespeare, role: Luciana, premiéra: 18. 3. 1933;[13]
- Wallensteins Tod, Friedrich Schiller, role: Hraběnka Trčková, premiéra: 13. 1. 1934;[14]
- Julius Cäsar, William Shakespeare, role: Calpurnia, premiéra: 23. 3. 1934;[15]
- Peer Gynt, Henrik Ibsen, překlad: Christian Morgenstern, role: Zelená princezna, premiéra: 20. 10. 1934;[16]
- Dantons Tod, Georg Büchner, role: Julie, Dantonova žena, premiéra: 14. 5. 1935;[17]
- Ein Kind klagt an (The Children's Hour), Lillian Hellman, překlad: Marianne Kempner, role: Martha Dobie, premiéra: 3. 4. 1936;[18]
- Eine Frau ohne Bedeutung (A Woman of No Importance), Oscar Wilde, překlad: Karl Lerbs, role: Lady Hunstantonová, premiéra: 27. 5. 1936;[19]
- Fröhlich drehn wir uns im Kreise (Merrily We Roll Along), George Simon Kaufman a Moss Hart, role: Julia Glenn, premiéra: 11. 11. 1936;[20]
- Der Außenseiter, Leonhard Frank, role: Mužova žena, premiéra: 8. 9. 1937;[21]
- Die Weber, Gerhart Hauptmann, role: Luisa Hilse, premiéra: 25. 11. 1937;[22]
- Hamlet, Prinz von Dänemark, William Shakespeare, role: Královna Gertruda, premiéra: 28. 5. 1938.[23]

### Divadelní činnost v exilu (výběr)
- Der Spitzel (aktovka z divadelního pásma Furcht und Elend des Dritten Reiches), Bertolt Brecht, role: Žena, premiéra: květen 1939, Freier Deutscher Kulturbund in Großbritannien Londýn;
- Libussa, Franz Grillparzer, režie ukázky ze hry; Gott, Kaiser und Bauer, Julius „Gyula“ Háy, v ukázce ze hry role: Císařovna Barbora. V rámci komponovaného pořadu německých herců z Československa Unbeugsames Böhmen. Premiéra: 17. 1. 1942, Mercury Theatre Londýn, pod záštitou Klubu česko-britského přátelství.

### Divadelní činnost po válce (výběr)
- Šeřík v hlavni, Jaromíra Kolárová, jako asistentka režie, premiéra: 31. 5. 1951, Divadlo československého státního filmu Praha;
- První kroky (Die ersten Schritte), Hermann Werner Kubsch, překlad: Eva Knotková, jako asistentka režie, premiéra: 9. 10. 1951, Městské a oblastní divadlo Libeň Praha;
- Naši furianti, Ladislav Stroupežnický, role: Rozárka, premiéra: 6. 6. 1952, Divadlo S. K. Neumanna Praha;
- Legenda o Svaté Ancille (Aretej), Miroslav Krleža, překlad: Dušan Karpatský, jako asistentka režie, premiéra: 26. 6. 1965, Komorní divadlo Praha.

### Filmografie
- Held einer Nacht (německá verze filmu Hrdina jedné noci, 1935), jako Elsbeth Warnholtz;
- Nerozumím (1947), role Učitelka hudby Weberová, jako Eliška Novotná;
- Ceremoniál (krátkometrážní studentský film, 1966), role Návštěvnice;
- Adelheid (1969), role Stará Němka;
- Chvojka (televizní film, 1970), jako Eliška Frejková;
- …a pozdravuji vlaštovky (1972), role: Dozorkyně Sternetzká.